# Albi di Gotham Central
| Albi n. | Titolo italiano              | Titolo originale                | Uscita Stati Uniti d'America | Uscita Italia |
| ------- | ---------------------------- | ------------------------------- | ---------------------------- | ------------- |
| 1-2     | In servizio                  | In The Line of Duty             | febbraio-marzo 2003          | aprile 2004   |
| 3-5     | Movente                      | Motive                          | aprile-maggio 2003           | aprile 2004   |
| 6-10    | Una vita a metà              | Half a Life                     | giugno-ottobre 2003          | luglio 2004   |
| 11      | Sogni ad occhi aperti        | Daydreams and believers         | novembre 2003                | aprile 2005   |
| 12-15   | Soft Targets                 | Soft Targets                    | dicembre 2003 - marzo 2004   | gennaio 2005  |
| 16-18   | La vita è piena di delusioni | Life is Full of Disappointments | aprile-giugno 2004           | aprile 2005   |
| 19-22   | Irrisolto                    | Unresolved                      | luglio-ottobre 2004          | luglio 2005   |
| 23-24   | Corrigan                     | Corrigan                        | novembre-dicembre 2004       | novembre 2005 |
| 25      | Luci spente                  | Lights Out                      | gennaio 2005                 | novembre 2005 |
| 26-27   | Sul sentiero dei Freak       | On The Freak Beat               | febbraio-marzo 2005          | novembre 2005 |
| 28-31   | Poliziotti a Keystone        | Keystone Kops                   | aprile-luglio 2005           | luglio 2006   |
| 32      | Natura                       | Nature                          | agosto 2005                  | luglio 2006   |
| 33-36   | La morte di Robin            | Dead Robin                      | settembre-dicembre 2005      | aprile 2007   |
| 37      | Sunday Bloody Sunday         | Sunday Bloody Sunday            | gennaio 2006                 | maggio 2007   |
| 38 - 40 | Corrigan II                  | Corrigan II                     | febbraio-aprile 2006         | maggio 2007   |

## In servizio
- Autori: Ed Brubaker e Greg Rucka (testi), Michael Lark (disegni), Noelle Giddens (colori)
- Trama: Charlie Fields, compagno di Marcus Driver, viene ucciso da Mister Freeze.

## Movente
- Autori: Ed Brubaker (testi), Michael Lark (disegni), Noelle Giddens (colori)
- Trama: La Grandi Crimini indaga sull'ultimo caso di Fields, il rapimento di una ragazza.

## Una vita a metà
- Autori: Greg Rucka (testi), Michael Lark (disegni), Matt Hollingswort (colori)
- Trama: Qualcuno rivela che Renee Montoya è lesbica, incastrandola poi per omicidio. Dietro questo vi è Due Facce, innamorato di lei.

## Sogni ad occhi aperti
- Autori: Ed Brubaker (testi), Brian Hurtt (disegni)
- Trama: Stacy scrive una lettera all'amica Meg, raccontando la vita nella Grandi Crimini e alcune sue fantasie.

## Soft Targets
- Autori: Ed Brubaker e Greg Rucka (testi), Michael Lark (disegni), Stefano Gaudiano (chine), Lee Loughridge (colori)
- Trama: Joker mette in scacco la città, compiendo alcuni attentati e seminando il panico preannunciando parzialmente la sua prossima mossa.

## La vita è piena di delusioni
- Autori: Ed Brubaker e Greg Rucka (testi), Greg Scott (disegni), Lee Loughridge (colori)
- Trama: Le indagini della GC si concentrano su due omicidi.

## Irrisolto
- Autori: Ed Brubaker (testi), Michael Lark e Stefano Gaudiano (disegni), Lee Loughridge (colori)
- Trama: Viene riaperto il caso di un omicidio di un'intera squadra di atleti. Harvey Bullock aveva sempre sospettato del Pinguino, ma forse ne è coinvolto il Cappellaio Matto.

## Corrigan
- Autori: Greg Rucka (testi), Michael Lark e Stefano Gaudiano (disegni), Lee Loughridge (colori)
- Trama: per legittima difesa, il Ragno Nero (LaMonica) viene assassinato da Crispus Allen per evitare che il criminale spari a Montoya. Corrigan però fa sparire un proiettile, prova fondamentale per scagionare Allen dall'accusa di omicidio a sangue freddo.

## Luci spente
- Autori: Greg Rucka (testi), Michael Lark e Stefano Gaudiano (disegni), Lee Loughridge (colori)
- Trama: In seguito alla guerra tra gans criminali in città, il commissario Akins ordina di rimuovere il Batsegnale dal tetto del distretto.

## Sul sentiero dei Freak
- Autori: Ed Brubaker (testi), Jason Alexander (disegni), Lee Loughridge (colori)
- Trama: Catwoman scopre casualmente il segreto di Josie Mac, e la ricatta: dovrà aiutare la Gatta ad essere scagionata da un omicidio di cui lei è accusata.

## Poliziotti a Keystone
- Autori: Greg Rucka (testi), Stefano Gaudiano (disegni), Lee Loughridge (colori)
- Trama: Un agente cade in una trappola chimica predisposta dal Dottor Alchemy. In lotta tra la vita e la morte, Allen e Montoya si recano a Keystone per parlare con criminale.

## Natura
- Autori: Greg Rucka (testi), Steve Lieber (disegni), Lee Loughridge (colori)
- Trama: Due poliziotti corrotti insabbiano un omicidio da loro commesso.

## La morte di Robin
- Autori: Ed Brubaker e Greg Rucka (testi), Kano (disegni), Stefano Gaudiano (chine), Lee Loughridge (colori)
- Trama: Un ragazzo con indosso il costume di Robin viene trovato morto. La Grandi Crimini indaga, con Batman come primo sospettato.

## Sunday Bloody Sunday
- Autori: Greg Rucka (testi), Steve Lieber (disegni)
- Trama: Crispus Allen cerca di trovare una casa alla sua famiglia in una Gotham City colpita da un disastro.

## Corrigan II
- Autori: Greg Rucka (testi), Kano (disegni), Stefano Gaudiano (chine)
- Trama: